# Christian Houdet
 (mai 2024).
Pour les articles homonymes, voir Houdet.
Christian Houdet, né le 17 avril 1953 à Brest, est un général de l'armée de terre française.

## Biographie
Christian Houdet est né à Brest le 17 avril 1953. Il est le fils du général d'armée Furcy Houdet et de Christianne Gayet, une résistante gaulliste.
Très sportif, il est sélectionné pour les championnats de France de saut en hauteur de 1971, monte en concours complet d'équitation et obtient le niveau un de ski alpin français à la suite d'un stage militaire à Chamonix.
Il intègre l'École spéciale militaire de Saint-Cyr en 1973 et obtient son diplôme d’ingénieur.
À la sortie de l’École d’application de l’infanterie, en 1976, il sert au 1er Groupe de Chasseurs en qualité de chef de section de reconnaissance puis rejoint la Légion étrangère (2e régiment étranger d'infanterie) en 1978. Chef de section mortier, notamment au Tchad, puis d’infanterie il commande ensuite plusieurs compagnies du 2e régiment étranger d'infanterie, intervenant deux fois à Mayotte et au Liban où il est blessé et cité.
D’août 1984 à août 1987, il est instructeur à l'École spéciale militaire de Saint-Cyr sous le commandement du Général Jean-Louis Georgelin.
En août 1989, après avoir obtenu une maîtrise Méthodes informatiques appliquées à la gestion des entreprises (Université Paris-Dauphine) et effectué un stage de 6 mois à la bourse de Paris, il rejoint l’École de guerre et le Collège interarmées de Défense.
Il revient au 2e régiment étranger d'infanterie en 1991 pour y assumer les fonctions de chef des opérations. Il intervient, une deuxième fois, au Tchad comme commandant en second et chef des opérations interarmées du Commandement des éléments français.
De 1993 à 1995, au bureau planification finance (BPF) il gère l’ensemble du titre V de l’armée de terre soit un budget de 103 milliards de francs.
De 1995 à 1997 à l’État-major des armées division plans programmes évaluation, il est chargé d’évaluation, en particulier sur les programmes de communication et informatique (C3I) en relation directe avec le Joint Chiefs of Staff (Pentagone). Il est également auditeur de la 33e session du Centre des Hautes Études de l’Armement.
Le 2 août 1997, il prend le commandement du régiment le plus décoré de la Légion étrangère, le 3e régiment étranger d'infanterie et le refond profondément pendant 2 ans.
Il rejoint, à l’été 1999, l’École de l'infanterie où il crée le 1er avril 2000 la direction des études et de la prospective et dirige la rédaction en 3 langues d’une étude: infanterie 2015.
En juin 2001 il intervient au Kosovo au sein de la KFOR (Organisation du traité de l'Atlantique nord) comme responsable France des actions civilo-militaires, en relation directe avec l’UNMIK (ONU).
En octobre, il est affecté à l’Institut des hautes études de défense nationale et dirige le Centre d'études et de recherches de l'enseignement militaire supérieur (CEREMS) au sein du Centre des Hautes Études Militaires (CHEM). Il crée la collection des chercheurs militaires et reçoit le prix Fréville 2006 de l’Académie française pour son travail et ses écrits.
En janvier 2006, il rejoint comme Brigadier Général, la Mission de l'Organisation des Nations unies en République démocratique du Congo (MONUC) et occupe les fonctions importantes de chef d’état major des forces à Kinshasa. Pendant une année décisive, il organise les élections et la pacification de l’Est du pays, notamment de l’Ituri en négociant avec tous les chefs rebelles.
En avril 2007, il est chargé de mission auprès du Chef d'état-major des armées Jean-Louis Georgelin et rédige un rapport sur l'ONU dont il tire un livre: Réussir avec l'ONU? L'exemple du Congo-Kinshasa
En septembre 2007, il est nommé secrétaire général du Conseil supérieur de le Réserve militaire auprès du Ministre Jean-Marie Bockel.
Christian Houdet est officier de la Légion d'honneur, commandeur de l'ordre national du Mérite et titulaire de la croix de la Valeur militaire. Il est breveté parachutiste, instructeur commando et jungle.
En décembre 2015, il devient conseiller régional de Nouvelle-Aquitaine, mandat dont il a démissionné en 2021. 
En 2024, il devient président de l'association "Maison Relais Logis Saint-Vincent", organisme social, qui accueille des blessés de la vie du département des Landes.

## Commandement
- 1997-1999 : Chef de corps du 3e régiment étranger d'infanterie
- 2006-2007 : Chef d'État-Major de la Mission de l'Organisation des Nations unies en République démocratique du Congo
- 2007-2010 : Conseil Supérieur de la Réserve militaire - Secrétaire général

## Décorations
|  | Officier de la Légion d'Honneur             |
|  | Commandeur de l'Ordre national du Mérite    |
|  | Chevalier de l'Ordre des Palmes académiques |
|  | Croix de la Valeur militaire                |

## Publications
- Collection des chercheurs militaires
  - Renouveler la sauvegarde du pays. Éditions des Riaux
  - Réussir avec l'ONU ? L'exemple du Congo-Kinshasa. Éd.ES Strategies
  - Une défense plus globale, par et pour une Europe plus prospère. Éditions des Riaux
- Prix Fréville en 2006 de l’Académie française pour son travail et ses écrits

## Sources
- RD Congo : Brigadier Général Christian Houdet - Les gens se parlent et les armes se taisent
- Notice de personne du catalogue général de la BNF "Houdet Christian"
- Brevet d'Etudes militaires supérieures à l'Ecole Supérieure de guerre, arrêté du 9 janvier 1991
- Nomination au grade de Général de Brigade par décret du 27 mars 2007
- Nomination au grade de Commandeur par décret du 30 janvier 2008
- « Général Houdet »
- « Adieu aux armes du Général Christian Houdet »